# 오이타 방언
오이타 방언(大分方言 오이타호겐(おおいたほうげん)[*]) 또는 오이타벤(大分弁 오이타벤(おおいたべん)[*])은 규슈 지방의 오이타현에서 쓰이는 일본어의 방언이다.

## 분류
오이타 방언은 위계 상 다음과 같이 분류된다.
- 규슈 방언
  - 호니치 방언: 후쿠오카현 동부, 오이타현 전체 및 미야자키현의 대부분(옛 부젠국, 분고국, 휴가국)에서 쓰이는 방언[주 1]
    - 료호 방언: 호니치 방언 중 후쿠오카현 동부 및 오이타현 전체(옛 부젠국, 분고국)에서 쓰이는 방언[주 2]
      - 오이타 방언: 오이타현 전체에서 쓰이는 방언

## 개요와 구획
오이타 방언은 전체적으로 주고쿠 방언 및 시코쿠 방언과 공통성이 강하다. 규슈 방언 중에서는 약간 이질적이다. 예를 들면 히치쿠 방언과 다르게 접속조사 ばってん, 형용사의 カ 어미, 종조사 ばい와 たい 등을 사용하지 않는다. 다만 히타시 등의 서부는 예외이다. 악센트는 외륜(外輪) 도쿄식 악센트이다.
한편 오이타 방언은 음운이나 어법, 문법을 기준으로 아래와 같이 5가지로 구분할 수 있다.
1. 동북 해안 방언(구니사키 반도 동부)
2. 남부 해안 방언(쓰쿠미시 남부~사이키시의 분고 수도 연안부)
3. 서부 방언(히타시, 구스군의 대부분과 나카쓰시 야마쿠니정)
4. 북부 방언(1의 지역을 제외한 벳푸시 이북)
5. 남부 방언(2의 지역을 제외한 오이타시 이남)

이 중 서부 방언은 히치쿠 방언과 종조사 ばい・たい, 준체언조사 ～つ(と) 등의 특징을 공유한다. 특히 히타 지역 방언(히타벤)은 역접 접속사 ばってん, よい・ない의 종지형 カ 어미 등을 히치쿠 방언과 공유한다. 악센트와 어휘도 상당히 닮아있다.
동북 해안 방언과 남부 해안 방언은 음운 특징이 공통적이다.

### 내용주
1. ↑  호니치 방언 중 미야자키현의 대부분(옛 휴가국)에서 사용되는 방언을 휴가 방언이라고 한다.
2. ↑  료호 방언 중 후쿠오카현 동부에서 쓰이는 방언을 후쿠오카현 부젠 방언이라고 한다.

### 참조주
1. ↑  日本方言の記述的研究・国立国語研究所編(1959) 241-242頁
2. ↑  講座方言学 9 1983.

## 참고 문헌
- 『NHK日本語発音アクセント辞典 新版』NHK放送文化研究所 編（NHK出版、1998年発行） - 標準語のアクセントはこの書籍に依った。
- 『全国アクセント辞典』 平山輝男著（東京堂出版、1977年発行） - 大分市における伝統的なアクセントを調査して掲載。
- 『日本方言の記述的研究』・国立国語研究所編（1959年） 239-264頁（大分県大野郡川登村）
- 『日本言語地図』第1集～第6集・国立国語研究所編（1966年-1974年）
- 『方言文法全国地図』第1集～第6集・国立国語研究所編（1989年-2006年）
- 〈大分県の方言〉. 《講座方言学 9 九州地方の方言》. 国書刊行会. 1983.

## 같이 보기
- 호니치 방언